# Stacja meteorologiczna

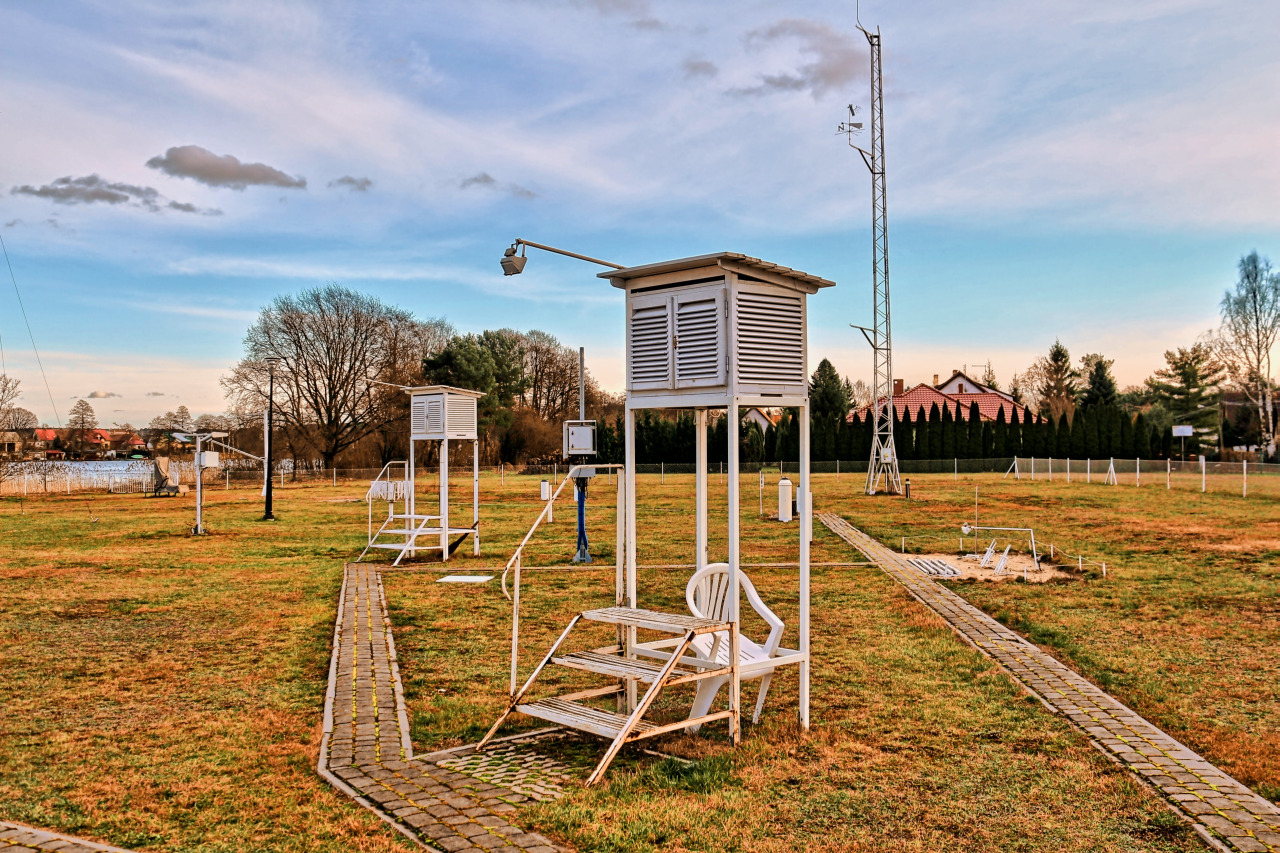
Stacja hydrologiczna IMGW w Radzyniu nad jez. Sławskim

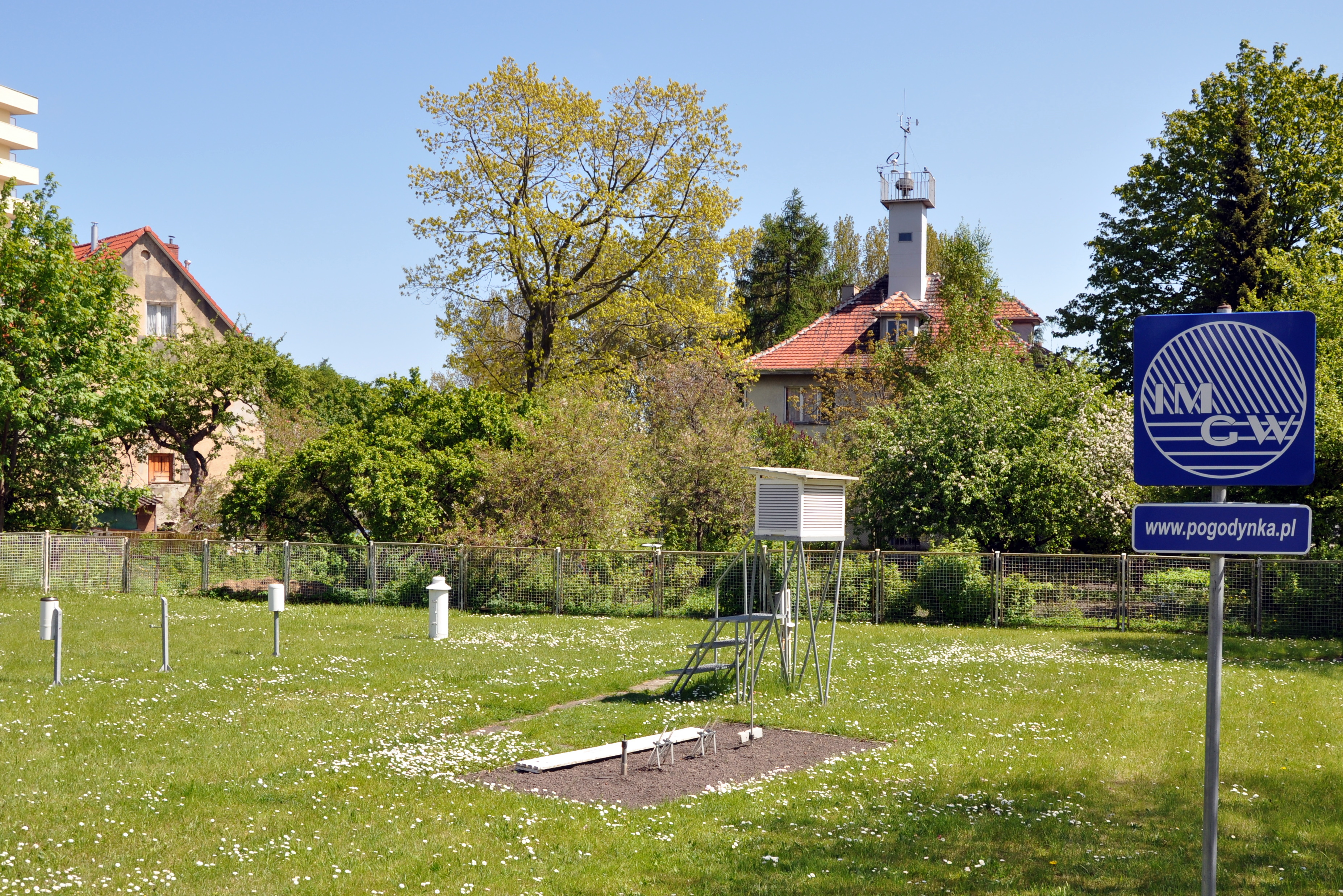
Stacja hydrologiczno-meteorologiczna IMGW w Kołobrzegu

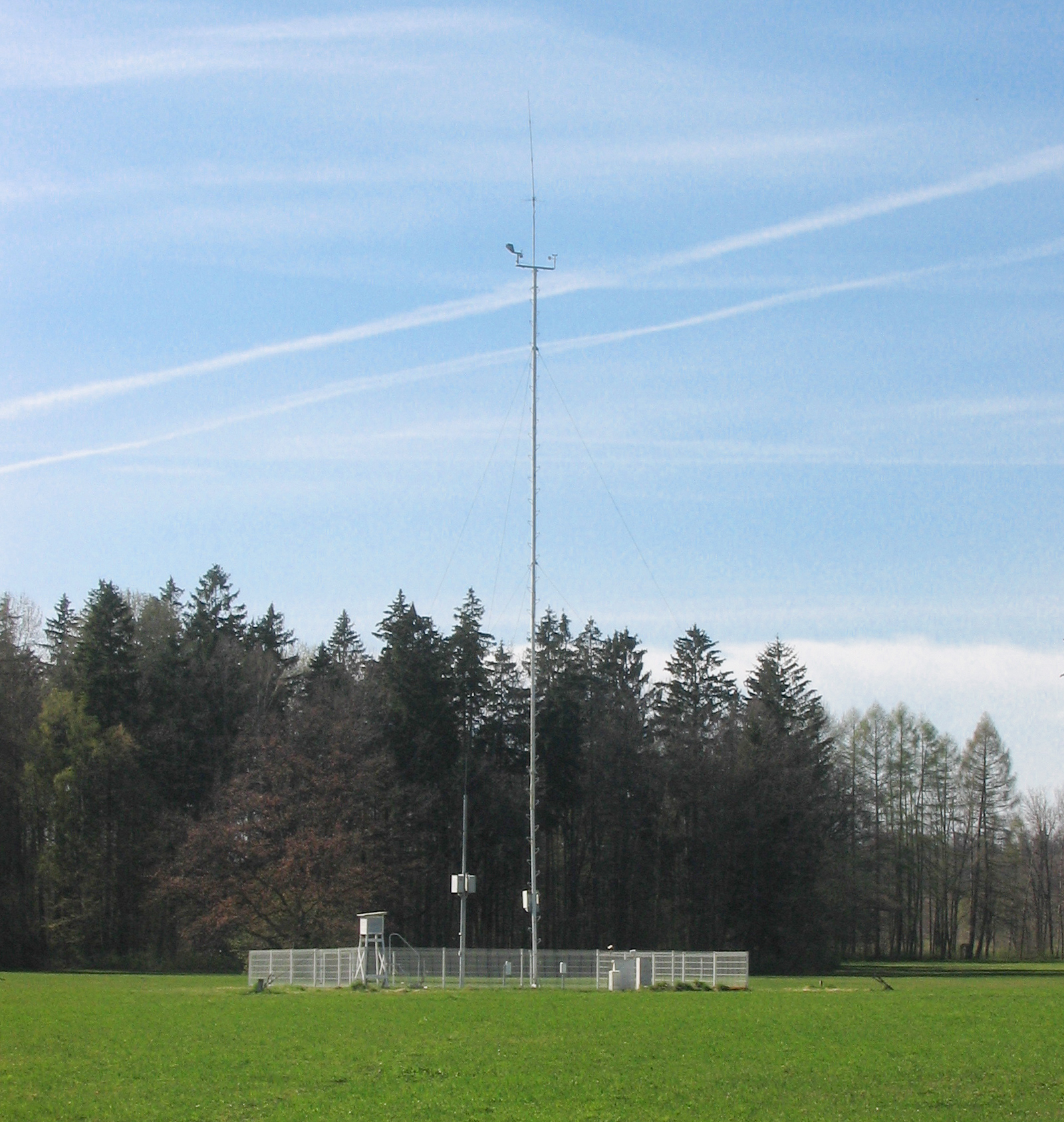
stacja meteo w Białowieży

Stacja meteorologiczna (ogródek meteorologiczny) – miejsce wykonywania pomiarów i obserwacji meteorologicznych.

## Opis stacji
Stacja meteorologiczna jest wyposażona w poletko pomiarowe (ogródek meteorologiczny) – trawiasty obszar o wymiarach 15 ×15 m, na terenie którego są zainstalowane przyrządy meteorologiczne. Podstawowy zestaw przyrządów to klatka meteorologiczna z kompletem termometrów, wiatromierz, deszczomierze, termometry gruntowe, heliograf, ewentualnie przyrządy do pomiarów promieniowania słonecznego.

## Pomiary
Na terenie stacji meteorologicznej wykonuje się pomiary: temperatury powietrza na wysokości 2 m nad poziomem gruntu, temperatury powietrza na wys. 5 cm n.p.g., wilgotności powietrza na wysokości 2 m n.p.g., ciśnienia powietrza, wysokości opadu atmosferycznego, czasu usłonecznienia, widzialności, etc.
Na nieporośniętym trawą, przekopanym poletku meteorologicznym zorientowanym w osi wschód–zachód mierzy się temperaturę gruntu na głębokości 5, 10, 20 i 50 cm. Oprócz tego oblicza się parowanie. Każdy z przyrządów występuje w kilku wersjach, jednak na stacji stosuje się zawsze jeden rodzaj w danym czasie. Przyrządy meteorologiczne muszą być normowane co kilka lat, czyli porównywane z wzorcowymi, nieeksploatowanymi aby zapobiec przekłamaniom spowodowanym zużyciem.

## Obserwacje
Oprócz pomiarów, na stacji meteorologicznej dokonuje się obserwacji zachmurzenia, widzialności poziomej, oceny stanu gruntu i pokrywy śnieżnej.

## Terminy obserwacji
Terminy obserwacji różnią się w zależności czy wykonywane są dla potrzeb synoptycznych czy klimatycznych.
- obserwacje synoptyczne są wykonywane na całej kuli ziemskiej w godzinach: 00, 03, 06, 09, 12, 15, 18 i 21 GMT, czyli dla Polski będą to godziny: 01, 04, 07, 10, 13, 16, 19 i 22. Główne terminy międzynarodowe: 00, 06, 12 i 18 GMT[4].
- obserwacje dla potrzeb klimatologii dokonuje się w godzinach: 7:00, 13:00 i 19:00 pomiar powinien być wykonany w terminach związanych z „lokalnym południem”, wschodem i zachodem Słońca. Synchroniczność obserwacji nie jest ważna, lecz ich ciągłość[4].

## Sposób obliczania średniej
Z pomiarów dokonanych w godzinach: 1, 7, 13 i 19 liczy się średnią arytmetyczną dla większości elementów (temperatury, ciśnienia, wilgotności, zachmurzenia i prędkości wiatru). Na przykładzie temperatury przykłady obliczania różnych średnich:
- średnia dobowa rzeczywista z 24 obserwacji z termografu

{\displaystyle {\overline {t}}_{dob}={\frac {t_{1}+t_{2}+\ldots +t_{23}+t_{24}}{24}}}
- średnia dobowa z obserwacji terminowych

{\displaystyle {\overline {t}}_{dob}={\frac {t_{1}+t_{7}+t_{13}+t_{19}}{4}}}
- średnia dobowa przy liczeniu tylko z temperatur skrajnych

{\displaystyle {\overline {t}}_{dob}={\frac {t_{min}+t_{max}}{2}}}
- średnia miesięczna

{\displaystyle {\overline {t}}_{I}={\frac {{\overline {t}}_{1}+{\overline {t}}_{2}+\ldots +{\overline {t}}_{30}+{\overline {t}}_{31}}{31}}}
- średnia roczna

{\displaystyle {\overline {t}}_{roczna}={\frac {{\overline {t}}_{I}+{\overline {t}}_{II}+\ldots +{\overline {t}}_{XI}+{\overline {t}}_{XII}}{12}}}